# Левко, Валентина Николаевна
Валенти́на Никола́евна Левко́ (13 августа 1926 года, Москва, СССР — 14 августа 2018 года, там же, Россия) — советская и российская оперная и камерная певица (контральто, меццо-сопрано), педагог, профессор. Солистка Большого театра СССР в 1960—1982 годах. Народная артистка РСФСР (1969).

## Биография
Родилась 13 августа 1926 года в Москве. Девичья фамилия Суркова.
Музыкой начала заниматься с 8 лет по классу скрипки. Во время войны находилась в эвакуации в городе Павлово-на-Оке Горьковской области. В 1943 году поступила в музыкальное училище при Московской консерватории по классу скрипки. Во время учёбы работала в оркестрах Театра миниатюр, Театра имени Ермоловой.
В 1948 году, после окончания училища имени Гнесиных, поступила на оркестровый факультет Музыкально-педагогического института имени Гнесиных, где получила квалификацию артиста оркестра и преподавателя по классу альта по классу проф. Борисовского и Александра Васильевича Багринцева.
В 1957 году была принята по конкурсу в Московский академический музыкальный театр имени Станиславского и Немировича-Данченко. 6 ноября 1957 года дебютировала в партии Элен Безуховой в опере «Война и мир» С. Прокофьева.
В 1960 году зачислена в труппу Большого театра. Дебютировала в роли Ратмира в опере М. Глинки «Руслан и Людмила», а в дальнейшем исполнила более 20 партий. В 1963 году экстерном окончила Московскую консерваторию по специальности «оперная и концертно-камерная певица». Участвовала почти во всех гастролях Большого театра по стране и за рубежом.
Итальянский публицист Анджело Матаккиера после гастролей Большого театра на сцене «Ла Скала» писал: 

Мы, миланцы, никогда не забудем пение и игру Валентины Левко в «Пиковой даме». Она изумительная певица и великолепная актриса.
С 1974 года параллельно с работой в театре стала преподавать вокал в Институте имени Гнесиных.
В 1982 году завершила оперную карьеру в театре, но продолжала концертную деятельность, выступала с сольными концертами как в СССР, так и за рубежом (более чем в двадцати странах Европы, Америки, Азии, Австралии).

Валентина Левко — прекрасная певица. Её свободно, красиво звучащий бархатный голос льётся благородно и чисто, и она поёт так, как поют великие певицы.— «Экспресс» (австрийская газета)
Выступала во многих известнейших залах мира: Карнеги-холл, Мюзик-ферайн, Альберт-холл, Большой зал Московской консерватории, Концертный зал имени П. И. Чайковского, Малый зал филармонии имени М. И. Глинки в Санкт-Петербурге, Большой зал Санкт-Петербургской филармонии и др.
В 1985—2011 годах руководила кафедрой сольного пения в Российской академии музыки имени Гнесиных.
Была заместителем председателя Всероссийского музыкального общества, членом правления Экспериментального совета «Новые имена планеты».
В Москве работает образовательный центр — ГБУКиО города Москвы «Центр вокального искусства Валентины Левко».
В апреле 2013 года творчеством русской певицы заинтересовалось руководство фирмы «Brilliant Classics» (Нидерланды), многие записи «открыли» заново и отреставрировали, в результате наследие артистки опубликовано на одиннадцати CD-дисках.
«Это без сомнения выдающаяся коллекция, каждый компакт-диск уникален с музыкальной точки зрения и раскрывают поразительную универсальность певицы. С первых нот, взятых Левко, становится ясно, что эта певица обладает характерным голосом и имеет выдающуюся артистическую природу. Она может в полной мере раскрыть свой голос для оперы и сократить его до интимного звучания в камерной музыке и романсах» (из рецензии музыкального критика Бэрри Бассиса, Великобритания).
Член партии «Единой России».
Скончалась 14 августа 2018 года в Москве после продолжительной тяжёлой болезни. Похоронена на Троекуровском кладбище. рядом с  мужем на участке 10ст

### Семья
Муж — Владимир Иосифович Левко (1922—1991), лётчик-истребитель Великой Отечественной войны, после войны — лётчик-испытатель.
- Дочь — Любовь Владимировна Левко (род. 1951). Зять — Сергей Семанов, внуки Николай и Валентина.

## Творчество

### Оперные партии
- Дуэнья — в одноимённой опере С. С. Прокофьева
- Устинья — в опере «Емельян Пугачёв» М. Коваля
- Чипра — в оперетте «Цыганский барон» И. Штрауса
- Ратмир — в опере «Руслан и Людмила» М. И. Глинки
- Марфа — в «Хованщине» М. П. Мусоргского
- Любаша — в «Царской невесте» Н. А. Римского-Корсакова
- Ваня — в «Иване Сусанине» М. И. Глинки
- Кончаковна — в «Князе Игоре» А. П. Бородина
- Княгиня — в «Русалке» А. С. Даргомыжского
- Куикли — в «Фальстафе» Д. Верди
- Нежата — в опере «Садко» А. Н. Римского-Корсакова
- Ахросимова — в опере «Война и мир» С. С. Прокофьева
- Графиня — в опере «Пиковая дама» П. И. Чайковского
- Бабуленька — в опере «Игрок» С. С. Прокофьева.

### Концертная деятельность
- Пела альтовые партии в Реквиемах В. Моцарта и Д. Верди, 9-й симфонии Бетховена и 3-й Г. Малера, в ораториях и кантатах И. Баха, Г. Генделя, С. Прокофьева, Д. Кабалевского, О. Фельцмана, Р. Манукова, хоровом концерте № 33 Д. Бортнянского.
- Выступала с оркестрами под управлением К. Кондрашина, Д. Китаенко, Г. Рождественского, Ю. Темирканова, Е. Светланова, Н. Рахлина, К. Мазура, Т. Шипперса, Ю. Домаркаса, Н. Ярви
- Пела в сопровождении оркестра русских народных инструментов, с В. Гнутовым, И. Дубровским, Н. Калининым, С. Колобковым, Н. Некрасовым, В. Федосеевым.
- Пела с эстрадно-симфоническим оркестром Ю. Силантьева.

### Записи
В разные годы на фирме «Мелодия» были выпущены грампластинки и компакт-диски с записями в исполнении В. Левко:
- арии Баха
- романсы Шуберта
- романсы Брамса
- романсы Де Фальи, Глинки, Даргомыжского, Рубинштейна, Римского-Корсакова, Балакирева, Кюи, Чайковского, Метнера, Рахманинова
- старинные русские романсы и песни
- опер: «Иван Сусанин» М. И. Глинки, «Фальстаф» Д. Верди, «Пиковая дама» П. И. Чайковского
- сцены из опер «Хованщина» М. П. Мусоргского, «Царская невеста» А. Н. Римского-Корсакова, «Руслан и Людмила» М. И. Глинки.
- 1974 — С. Рахманинов: Романсы

### Фильмы
- «Простая история» (Мосфильм, 1960) — исполнение песни «На тот большак, на перекрёсток…»
- «Свадьба в Малиновке» (Ленфильм, 1967) — исполнение песни Софьи (Борис Александров — Леонид Юхвид)
- «Чайковский» (Мосфильм, 1969)
- фильм-концерт к юбилею Сола Юрока (Голливуд)
- «Арии Баха и Генделя» (Экран)
- «Поёт Валентина Левко» (Экран) и др.

## Сочинения
- Моя судьба в Большом театре. — Владимир: Фолиант, 2000.
- Моя судьба в Большом театре. — Москва: Издательские решения, 2021.
- Культура сольного пения: Методические очерки. — М.: Музыка, 2019.

## Награды и звания
- Заслуженная артистка РСФСР (12 июня 1964 года)
- Народная артистка РСФСР (22 апреля 1969 года)
- Орден Трудового Красного Знамени (25 мая 1976 года) — за заслуги в развитии советского музыкального и хореографического искусства и в связи с 200-летием Государственного академического Большого театра СССР[3]
- Орден Почёта (27 ноября 2002 года) — за многолетнюю плодотворную деятельность в области культуры и искусства[4]